# Bombyx polygoni
Bombyx polygoni er en sommerfugleart som blev beskrevet af Marie Jules César Savigny i 1816.
Bombyx polygoni indgår i slægten Bombyx og familien silkesommerfugle. Ingen underarter kendes i Catalogue of Life.